# Prairies d'herbes hautes du Nord
Localisation
Les prairies d'herbes hautes du Nord sont une écorégion terrestre nord-américaine du type « Prairies, savanes et brousses tempérées » du Fonds mondial pour la nature.

## Répartition
Les prairies d'herbes hautes du Nord s'étendent dans la vallée de la rivière rouge à partir du lac Manitoba, au Manitoba, dans l'est du Dakota du Nord et dans l'ouest du Minnesota.  

## Climat
Ces prairies sont les plus chaudes et les plus humides des prairies canadiennes.  La température annuelle moyenne est de 2,5 °C.  La température estivale moyenne est de 16 °C et la température hivernale moyenne est de −12,5 °C.  Le taux annuel de précipitations varie entre 450 mm et 700 mm. 

## Caractéristiques biologiques
La diversité des prairies d'herbes hautes du Nord est moins riche que celle des prairies d'herbes hautes des Flint Hills et des prairies d'herbes hautes centrales.  Comme pour ces deux types de prairies, les espèces dominantes sont des graminées comprenant Andropogon gerardii  (barbon de Gerard), Panicum virgatum (panic érigé) et Sorghastrum nutans (herbe des indiens).  Le peuplier faux-tremble (Populus tremuloides), le chêne à gros fruits (Quercus macrocarpa) et le fétuque de l'Altaï (Festuca altaica) se retrouvent aussi dans les prairies à herbes hautes du Nord.

## Conservation
Seulement 5 % de cette écorégion est toujours intacte. L'agriculture est la principale cause de perturbation. 